# Andreas Thiel (Rollhockeyspieler)
 Andreas Thiel (* 16. September 1968 in Euskirchen) ist ein deutscher ehemaliger Rollhockeyspieler, der national und international bis ins Jahr 2000 als Spieler und bis 2003 als Trainer aktiv war.

## Karriere
Andreas Thiel erlernte als Jugendlicher auf der damals öffentlichen Außenbahn für Rollschuhläufer und im IGR Remscheid seine besonderen Fähigkeiten als Rollschuhläufer und später als Rollhockeyspieler. Bei der IGR Remscheid spielte er in allen Jugendmannschaften und später auch in der ersten Herrenmannschaft in der 1. Bundesliga.
Die internationale Karriere startete Thiel als Jugendlicher 1984 in der deutschen U17-Nationalmannschaft bei den Rollhockey U17-Europameisterschaften in Viareggio (Italien). In den Jahren danach trat er dann mit der deutschen U20-Nationalmannschaft bei den Rollhockey U20-Europamannschaften 1985 in Paris (Frankreich), 1986 in Anadia, (Portugal) und 1987 in Walsum (Deutschland) an.
Im Jahr 1989 spielte Thiel für ein Jahr beim Bundesligakonkurrenzclub ERG Iserlohn und wechselte anschließend zum RSV Weil. Mit disem Verein gewann er insgesamt drei Deutsche Meisterschaften und dreimal den Gewinn des DRIV-Pokals.
Auf internationaler Ebene mit der Herrenmannschaft nahm Thiel ab 1987 an den Rollhockey-Nations-Cup-Turnieren, an Rollhockey-Weltmeisterschaften, an den Turnieren im Rahnmen der World Games und an Turnieren zu Rollhockey-Europameisterschaften sowie an dem Demonstrationswettbewerb für Rollhockey bei den Olympischen Sommerspielen 1992 in Barcelona teil. Zum Ende seiner Karriere als Spieler konnte Andreas Thiel auf über 100 Länderspiele zurückblicken.
Im Jahr 2000 beendete Thiel seine Spielerlaufbahn und wechselte als Trainer zum RSC Cronenberg, mit dem er in den drei Jahren als Trainer dreimal den Deutschen Meistertitel und zweimal den Gewinn des DRIV-Pokals erringen konnte.
Auch als Ü 35-Spieler ist er weiterhin beim RSC Cronenberg aktiv. In den Jahren 2016 und 2017 und gewann mit der Ü 35-Mannschaft die Deutsche Ü 35-Meisterschaft.

### Sportliche Erfolge im Verein als Spieler
- Deutsche Meisterschaften als Spieler: 1993, 1995 unc 2000 mit dem RSV Weil
- Deutscher Pokalsieger als Spieler: 1995, 1998 und 2000 mit RSV Weil
- Deutsche Ü 35-Meisterschaften: 2016 und 2017[5] mit RSC Cronenberg

### Sportliche Erfolge Verein als Trainer
- Deutsche Meisterschaft als Trainer: 2001, 2002[6] und 2003 mit dem RSC Cronenberg
- Deutscher Pokalsieger als Trainer: 2001 und 2002 mit dem RSC Cronenberg

### Teilnahme an internationalen Meisterschaften und Turnieren
- 1987 Länderspieldebüt beim Rollhockey-Nations Cup
- World Games: 1989 (4. Platz) und 1993 (6. Platz)
- Rollhockey-Europameisterschaften: 1990 (7. Platz) und 1992 (4. Platz) Europameisterschaften
- Rollhockey-Weltmeisterschaften: 1988 (8. Platz), 1989 (7. Platz), 1991 (8. Platz), 1993 (8. Platz), 1995 (8. Platz), 1997 (7. Platz) und 1999 (11. Platz)
- Olympische Sommerspiele 1992 in Barcelona: Demonstrationswettbewerb Rollhockey (8. Platz)

## Sonstiges
Andreas Thiel lebt in Remscheid und ist verheiratet. Seine Kinder Max Thiel und Hannah Thiel spielen ebenfalls Rollhockey auf internationalem Niveau.